# ICO小組
ICO小組是索尼互動娛樂旗下一支遊戲制作團隊，隸屬索尼全球工作室其中的索尼互動娛樂日本工作室（SCE Japan Studio），成立於1997年，曾由上田文人領軍。小組知名作品包括ICO、汪達與巨像、食人巨鷹TRICO。